# The Triangle (2001)
The Triangle (Nederland: De driehoek) is een Amerikaanse
televisiefilm uit 2001. De horrorthriller is
qua verhaallijn te vergelijken met Ghost Ship uit 2002.

## Verhaal
De drie vrienden Stu, Tommy en Gus en Stu's vriendin Julia vertrekken naar
de Caraïben voor hun jaarlijkse vistocht. Stu heeft een
jacht gereserveerd maar na aankomst blijkt hij niet
betaald te hebben. Het enige alternatief is de gammele vissersboot van kapitein
Louis Morgan en stuurvrouw Charlie inhuren. Ze varen de zee op tot in de
Bermudadriehoek. Daar beginnen vreemde dingen te gebeuren. Zo is 's nachts
uit de radio een noodoproep te horen maar die hoort niemand. Dan gaat de radio
opeens stuk. Nog die nacht ziet Tommy buiten een groot luxe lijnschip dat als
hij terugkijkt verdwenen is.
De volgende dag varen ze opeens in een gelige mist. De motor en de
boordinstrumenten werken niet meer en het kompas slaat op tilt. Nadat de mist
is opgetrokken zien ze in de verte een groot cruiseschip liggen. Met de
verrekijker zien ze dat het de HMS Queen of Scots is. Ze weten dat dit
Britse lijnschip in 1939 in de Bermudadriehoek
spoorloos verdwenen is. Omdat ze toch geen motoren hebben besluiten ze aan
boord te gaan. Met een rubberbootje gaan twee van hen ernaartoe en vervolgens
maken ze de grote boot vast aan het lijnschip.
Binnen gaat Morgan materiaal zoeken om de motor van zijn boot te repareren.
Ondertussen hangen de anderen wat rond in de salon van het schip dat overigens
nog in behoorlijke staat is. Enkel Stu zondert zich af. Onder de passagiers van
het lijnschip waren op het moment van de verdwijning behoorlijk rijke mensen en
hij gaat op zoek naar waardevolle spullen. Een tijd later blijkt echter dat
hun vissersboot verdwenen is. Morgan besluit dat het aan de praat krijgen van
het lijnschip hun enige kans is en gaat de motoren herstellen. Later, als hij
even apart is, ziet Gus een kleine jongen staan die vervolgens wegloopt. Hij
loopt hem achterna tot in kajuit 116. Als de jongen hem eensklaps van onder
het bed vastgrijpt krijgt Gus, die aan een hartkwaal lijdt, een hartaanval
en sterft waarna de jongen - die een geest is - in de lucht oplost.
Als de anderen naar Gus op zoek gaan en hem dood vinden willen ze het schip zo
snel mogelijk verlaten. Daarom gaat Julia op zoek naar Stu. Ze vindt hem in de
kluizenkamer waar hij de kluizen aan het openbreken is. Als Julia
hem vertelt dat Gus dood is lijkt hij gewillig mee te gaan maar er is nog net
te zien hoe hij een cricketbat meegrabbelt. Als Julia niet terugkomt gaan
Tommy en Charlie naar haar en Stu op zoek. Nabij de kluizenkamer zien ze
bloedsporen die ze volgen tot aan het ruim. Tommy hoort beneden in het ruim
geluid en kruipt door een luik om te gaan kijken of Julia daar is. Dan wordt
Charlie door Stu door het luik geduwd. Daar zien ze de vermoorde Julia liggen.
Dan blokkeert Stu het luik met een stok en zet dan een kraan open waardoor het
ruim onder water begint te lopen.
Als Tommy en Charlie er net op tijd in slagen te ontsnappen willen ze zo snel
mogelijk weg. Tommy stuurt Charlie naar de rubberboot. Intussen gaat hijzelf
Morgan halen. Die is echter net door Stu vermoord. Morgan geeft Tommy met zijn
laatste adem nog mee dat het schip bezeten is door de geesten van de passagiers
die werden vermoord door een gestoorde medepassagier. Het is trouwens die laatste
van wiens geest Stu nu bezeten is. Morgan laat met een leeg benzineblik zien
dat het schip in brand moet gestoken worden. Aan dek zet Tommy de brandstofkraan
van het schip wijd open. Dan wordt hij aangevallen door Stu en er volgt een
gevecht. Met de hulp van Charlie kan Tommy hem verslaan en Stu zit verstrikt in
een net aan de zijkant van het schip. Dan varen Tommy en Charlie weg met de
rubberboot. Het schip komt echter als vanzelf onder stoom en vaart hen achterna.
Met vuurpijlen probeert Tommy de brandstof aan dek te ontsteken en bij het
derde schot lukt dat. Een enorme explosie volgt. Het lijnschip breekt in
tweeën en zinkt. Een tijd later worden Tommy en Charlie door een boot uit zee
opgepikt.
Daarbij is een radionieuwsstem te horen die het ongelooflijke verhaal
meldt van het tweetal dat gered werd en zegt van de vissersboot te komen die
reeds vier jaar vermist is.

## Rolbezetting
| Acteur              | Personage               | Opmerkingen      |
| ------------------- | ----------------------- | ---------------- |
| Luke Perry          | Stu Sheridan            |                  |
| Dan Cortese         | Tommy Devane            |                  |
| David Hewlett       | Gus Gruber              |                  |
| Polly Shannon       | Julia Lee               |                  |
| Dorian Harewood     | Louis Morgan            | kapitein         |
| Olivia d'Abo        | Charlotte Duval/Charlie |                  |
| Robert Dodds        | Reginald Barrow         |                  |
| Matthew Warry-Smith | Forrest Barrow          |                  |
| Victor Clifford     | Bishop                  |                  |
| Sonya Williams      |                         | voodoopriesteres |